# Patryk Rajkowski
Patryk Rajkowski (Kórnik, 22 febbraio 1996) è un pistard polacco, vincitore di una medaglia d'argento e due di bronzo ai campionati europei Elite.

## Palmarès

### Pista
- 2014

Campionati europei, Keirin Junior
- 2015

Campionati polacchi, Velocità Under-23
Campionati polacchi, Chilometro a cronometro Under-23
- 2020

Campionati polacchi, Chilometro a cronometro
- 2021

Campionati polacchi, Keirin
Campionati polacchi, Chilometro a cronometro
- 2022

Campionati polacchi, Chilometro a cronometro

## Piazzamenti

### Competizioni mondiali
- Campionati del mondo su pista

Glasgow 2013 - Velocità a squadre Junior: 6º
Glasgow 2013 - Keirin Junior: 13º
Glasgow 2013 - Velocità Junior: 22º
Seul 2014 - Velocità a squadre Junior: 3º
Seul 2014 - Keirin Junior: 3º
Seul 2014 - Velocità Junior: 10º
Apeldoorn 2018 - Keirin: 13º
Roubaix 2021 - Chilometro a cronometro: 4º
St. Quentin-en-Yv. 2022 - Velocità a squadre: 5º
St. Quentin-en-Yv. 2022 - Chilometro a cronometro: 13º
- Giochi olimpici

Tokyo 2020 - Velocità a squadre: 8º
Tokyo 2020 - Velocità: 16º
Tokyo 2020 - Keirin: 27º

### Competizioni europee
- Campionati europei su pista

Anadia 2013 - Velocità a squadre Junior: 3º
Anadia 2013 - Keirin Junior: 7º
Anadia 2014 - Velocità a squadre Junior: 2º
Anadia 2014 - Velocità Junior: 3º
Anadia 2014 - Keirin Junior: vincitore
Anadia 2014 - Velocità a squadre Under-23: 2º
Atene 2015 - Velocità a squadre Under-23: 2º
Atene 2015 - Keirin Under-23: 8º
Montichiari 2016 - Velocità Under-23: 13º
Saint-Quentin-en-Yvelines 2016 - Keirin: 5º
Anadia 2017 - Velocità a squadre Under-23: 3º
Apeldoorn 2019 - Keirin: 12º
Grenchen 2021 - Velocità a squadre: 3º
Grenchen 2021 - Chilometro a cronometro: 3º
Grenchen 2021 - Keirin: 5º
Monaco di Baviera 2022 - Velocità a squadre: 4º
Monaco di Baviera 2022 - Chilometro a cronometro: 8º
Monaco di Baviera 2022 - Keirin: 13º